# Huyện Shariatpur
Shariatpur là một huyện thuộc division Dhaka, Bangladesh. Huyện này có diện tích 1181 km², dân số năm 2002 là 1057181 người, mật độ dân số là 895 người/km².